# The Farm: Angola, USA
The Farm: Angola, USA è un documentario del 1998 diretto da Liz Garbus, Wilbert Rideau e Jonathan Stack candidato al premio Oscar al miglior documentario.